# Mine de Baralaba
 (mars 2025).
La mine de Baralaba est une mine à ciel ouvert de charbon située au Queensland en Australie.